# جنگ شاه تهماسب دوم با عثمانی
جنگ شاه طهماسب دوم تلاش ناموفق شاه طهماسب دوم صفوی برای نفوذ به مناطق تحت کنترل عثمانی در قفقاز بود که با شکست سنگین وی و از دست رفتن فتوحات سال قبل نادر همراه بود.